# 七月流火
「七月流火」出自《诗经》，作为成语原指天气转凉，现代多用于形容天气炎热，但很多汉语学者认为这个词形容“天气炎热”是不恰当的。也有以该词作为标题的作品，例如于伶编剧的电影《七月流火》，1981年被搬上银幕。

## 原意
“七月流火”一词最早见于《诗经》中的“国风·豳风·七月”，该诗中有“七月流火，九月授衣”、“七月流火，八月萑苇”的诗句。“流火”中的“火”指的是心宿二，即天蝎座α星，古称“大火”，传说中国在4,000多年前的颛顼时期，就设立了火正的官职专门负责观测这颗星。“流火”是指大火星向西移动。 “豳风”中的“豳”指豳地，即现在的陕西省彬县，位于西安西北约100千米处，“七月流火”中的“七月”为夏历，大致相当于现在的阳历6月到7月（周历建子，夏曆建寅，故周曆比夏曆、農曆早二個月），周历七月的豳地，看到大火星由東往西移動，故稱“流火”，预示天气將由盛暑转凉，需要準備添置秋冬的衣服了。当代有人据此把“七月流火，九月授衣”翻译为“七月大火星向西，九月妇女製寒衣”。
因为《诗经》成书于周代，作者可能是尹吉甫一人之作，紀錄宣王三年（西元前825年）至幽王七年（西元前775年）者五十年間之事 ，屬於西周晚期，由於西周早期有过短暂的寒冷期之外，大部分时间都比较温暖，气温比现在高2摄氏度，得知周历七月非常炎热。汉朝人郑玄所做的《毛诗传笺》和唐朝人孔颖达所作的《毛诗正义》指“七月流火”為“天气转凉”時節，其實應是“天气炎热”。 而郑玄和孔颖达所生活的时代则气候较为寒冷， 他们为了把《诗经》解释得合乎当时情理，便采用了“大火星西斜”的说法。
據《易經證釋·大有卦》指「七月流火」為酉（音同「有」）月之收成時節，以「流火」形容禾本植物葉子黃熟遍地景象。此義通「秋」字從禾從火，惟此七月應指夏曆或今農歷七月為是。

## 演变
尽管有人提出质疑《诗经》中“七月流火”的原意，但长期以来古人的确都理解“七月流火”为天气转凉。在现代中国采用阳历纪年以后，人们逐渐用“七月流火”来形容天气炎热，虽然不断有人指出这种用法错误，但采用天热说法的依然越来越多。
2005年7月12日，台湾新党主席郁慕明到中国人民大学演讲，人大校长纪宝成在致欢迎词时说：“七月流火，但充满热情的岂止是天气”。这一事件引发了对“七月流火”正确用法乃至关于复兴国学的更为广泛的讨论。 有些人主张这是误用，而且和人民大学致力于推动国学复兴的做法不符，因此应当纠正。 而另一派观点则认为，这种词义演变比比皆是，例如明日黃花等词就是如此，因此不足为奇，反而这正是词语的正常变迁， 当代阳历7月正相当于农历六月，正是一年中最热之时，用七月流火来形容天热十分贴切，属于“借形词”， 符合词汇发展规律， 而当代也已多用“七月流火”来表示天热，因此应当接受此义为正确用法，否则就是犯了“以古匡今”的错误。
在这一事件之后，中国的官方媒体仍然时常使用“七月流火”来表示天气炎热， 这一成语的用法也仍然处于争论之中。